# Scopula cariata
Scopula cariata är en fjärilsart som beskrevs av Franz Paula von Schrank 1802. Scopula cariata ingår i släktet Scopula och familjen mätare. Inga underarter finns listade.